# Kateřina Lokšanská z Lokšan
Kateřina Lokšanská z Lokšan a na Březnici (rozená Catharina Georgie Adler von Zinnenburg, okolo roku 1516? Augsburg – 13. dubna 1580 Innsbruck) byla česko-německá šlechtična, manželka císařského rady a královského sekretáře Jiřího Lokšanského z Lokšan z rodu Lokšanů z Lokšan. Značnou část života prožila na zámku Březnice, jehož renesanční přestavbu po manželově smrti dokončila. Sehrála též klíčovou roli při vzniku manželství mezi českým místodržícím Ferdinandem II., synem císaře Ferdinanda I., a své neteře Filipíny Welserové.

## Život

### Mládí

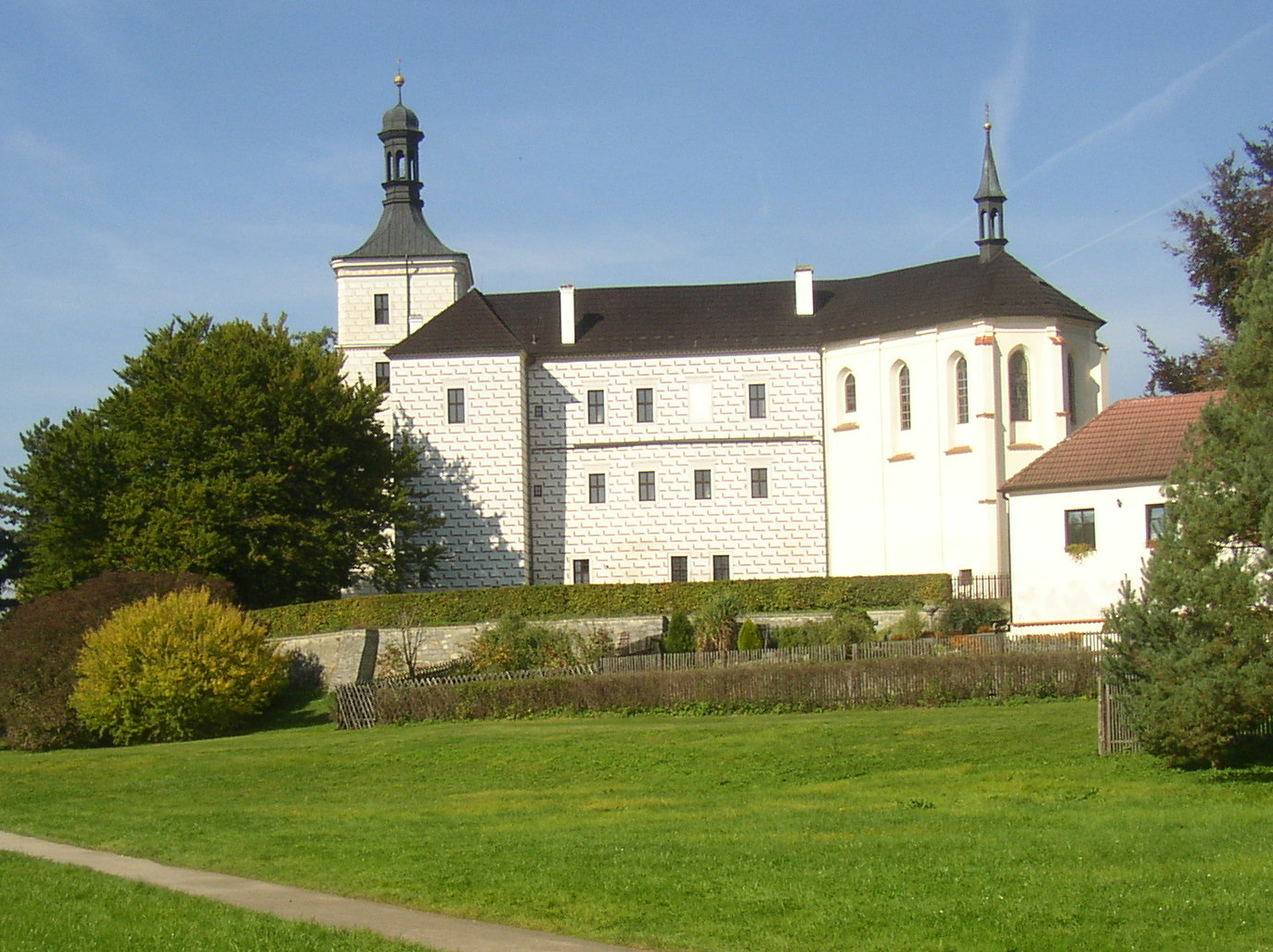
Zámek Březnice

Narodila se roku 1516 do patricijské rodiny Jakuba Adlera ze Zinnenbergu, pocházejícího ze Špýru, ve městě Augsburg. Roku 1535 byla provdána za o téměř pětadvacet let staršího Jiřího Lokšanského z Lokšan, za kterým pak odjela do Čech. Jiří z Lokšan (asi 1491–1551) pocházel ze Slezska, roku 1523 se stal sekretářem krále Ludvíka Jagellonského, poté působil jako královský rada a nakonec jako říšský vicekancléř ve službách habsburského rodu. Od Ferdinanda I. Habsburského získal do zástavní držby panství Kašperk s právem dolování. Po neúspěchu prvního povstání českých stavů roku 1547 pak kašperské panství vyměnil za panství Březnice, které bylo za účast ve vzpouře odebráno Janu Malovcovi z Chejnova, a přikoupil sousední Tochovice. Lokšanští následně iniciovali rozsáhlou přestavbu zdejší gotické tvrze na renesanční zámek.
Roku 1551 potom ovdověla. Podruhé se neprovdala a nadále pak spravovala rodinné panství. Na zámku mj. založila roku 1557 rozsáhlou zámeckou knihovnu, která se posléze stala nejstarší takovou knihovnou v České republice.

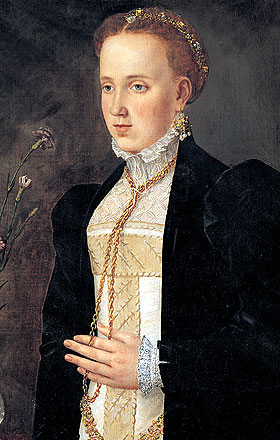
Filipína Welserová kolem roku 1557

### Manželství Ferdinanda Tyrolského a Filipiny Welserové
Výrazně se též angažovala ve věci sňatku své neteře Filipíny Welserové a synem císaře Ferdinanda I. a českým místodržícím Ferdinandem II. Oba milenci si nebyli rodově rovní, proto nebyl jejich sňatek politicky žádoucí. Kateřina svou neteř ve vztahu podporovala, na březnickém zámku byl tedy Ferdinand II. častým hostem a s Filipinou se zde setkával. V lednu 1557 se pak na Březnici Ferdinand s Filipínou vzali, ale sňatek proběhl tajně. Nějaký čas pobývali manželé na hradě Křivoklát. Rok po svatbě se jim narodil první syn Andreas, jehož se Kateřina stala kmotrou, který musel být položen mezi dveře zámku, aby se ho mohla Filipína ujmout jako nalezence. Tak se asi stalo i po narození dalších dětí.
Od roku 1567, kdy se Ferdinand ujal vlády v Tyrolsku, přesídlila Filipina za manželem, spolu s ní pak i Kateřina Lokšanská jakožto Filipinina hofmistrová. Žila s Filipininou rodinou na luxusním zámku Ambras nedaleko Innsbrucku. Tento zámek je považován za jeden z nejvelkolepějších zámků své doby.

### Úmrtí
Kateřina Lokšanská z Lokšan zemřela 13. dubna 1580 v Innsbrucku (patrně na zámku Ambras) ve věku asi 63 let. Pohřbena byla v kryptě Dvorního kostela v Innsbrucku, stejně jako její neteř Filipina, která zemřela jen den po smrti Lokšanské.

### Rodina
S manželem počali několik dětí. Syn Ferdinand z Lokšan sloužil u dvora arciknížete Ferdinanda jako rada. Ferdinandovi synové byli roku 1604 povýšeni do panského stavu a rozdělili si mezi sebe Březnici a Tochovice. Jejich dcera Kateřina z Lokšan se vdala nejprve za Ladislava ze Šternberka, majitele zelenohorského panství, a po jeho smrti za Jiřího Popela z Lobkovic. Roku 1590 ji pak zavraždil její vlastní šílený syn Ferdinand.
Účastník stavovského povstání, Adam Lokšanský z Lokšan, doprovázel, krále Fridricha Falckého při útěku z Prahy a zemřel v cizině. Václav za účast na povstání přišel o majetek. Jejich poslední bratr Jiří přestoupil ke katolické církvi a zůstal v Březnici. Rod však v 17. století vyhynul po meči a po přeslici začátkem 18. století.